# Eugênio de Araújo Sales
Eugênio de Araújo Sales (Acarì, 8 november 1920 – Rio de Janeiro, 9 juli 2012) was een Braziliaans geestelijke en een kardinaal van de Rooms-Katholieke Kerk.
De Araújo Sales werd op 21 november 1943 priester gewijd.
Op 1 juni 1954 werd De Araújo Sales benoemd tot hulpbisschop van Natal en tot titulair bisschop van Thibica; zijn bisschopswijding vond plaats op 15 augustus 1954. Van 1961 tot 1965 was hij apostolisch administrator van het bisdom Natal, en van 1964 tot 1968 van het bisdom São Salvador da Bahia.
Op 29 oktober 1968 werd De Araújo Sales benoemd tot aartsbisschop van São Salvador da Bahia. Op 13 maart 1971 volgde zijn benoeming tot aartsbisschop van São Sebastião do Rio de Janeiro.
De Araújo Sales werd tijdens het consistorie van 28 april 1969 kardinaal gecreëerd. Hij kreeg de rang van kardinaal-priester. Zijn titelkerk werd de San Gregorio VII. Hij nam deel aan de conclaven van augustus 1978 en oktober 1978. Hij nam niet deel aan het conclaaf van 2005 vanwege de overschrijding van de geldende leeftijdsgrens van 80 jaar.
Van 1972 tot 2001 was De Araújo Sales tevens ordinarius in Brazilië voor de Oosters-katholieke kerken.
De Araújo Sales ging op 25 juli 2001 met emeritaat.
Van 2009 tot zijn overlijden was De Araújo Sales protopriester van het College van Kardinalen.
- Gemeinsame Normdatei: 1056543728
- International Standard Name Identifier: 0000 0001 0967 5248
- Library of Congress Control Number: n88113283
- Istituto Centrale per il Catalogo Unico: LIGV045661
- Virtual International Authority File: 43390267
- WorldCat: E39PBJd3RHb4YkQtp4wvpD3G73